# Bagaré (Togo)
Pour les articles homonymes, voir Bagaré (homonymie).
Bagaré ou Bagare est une ville du Togo située à environ 33 km de Dapaong.